# Стумон
Стумон (на френски: Stoumont) е селище в Югоизточна Белгия, окръг Вервие на провинция Лиеж. Населението му е около 3000 души (2006).